# Sorja Halyzka
Sorja Halyzka (ukrainisch Зоря Галицка) war eine ruthenisch-ukrainische Zeitung, die in den Jahren 1848 bis 1857 in Lwiw herausgegeben wurde. Sie war bis 1850 ein Presseorgan des Obersten Ruthenischen Rates (ukrainisch Головна Руська Рада) und wurde in ukrainischer Sprache gedruckt. In den Jahren 1850 bis 1854 wurde die Sorja Halyzka vom Stauropegion-Institut finanziert und von Russophilen übernommen. In dieser Zeit wurde die Zeitung in der so genannten Jasytschije-Sprache veröffentlicht. Ende 1854 wurde sie von den Ukrainophilen zurück übernommen, aber finanzielle Schwierigkeiten zwangen sie dazu, die Zeitschrift einzustellen.
Die erste Ausgabe der Zeitung enthielt einen Aufruf zur Vereinigung der Ruthenen (Ukrainer) mit dem Titel Ein Appell an das ruthenische Volk.

## Redaktionsleitung
- 1848–1850 – Antin Pawenzkyj
- 1850 – Mychajlo Kossak
- 1850–1853 – Iwan Huschalewytsch
- 1853–1854 – Bohdan Dedyckiyj
- 1854 – Seweryn Schechowych
- 1855–1856 – Pliaton Kostezkyj
- ab 1857 – Mykola Sawtschynskyj